# Ovăz

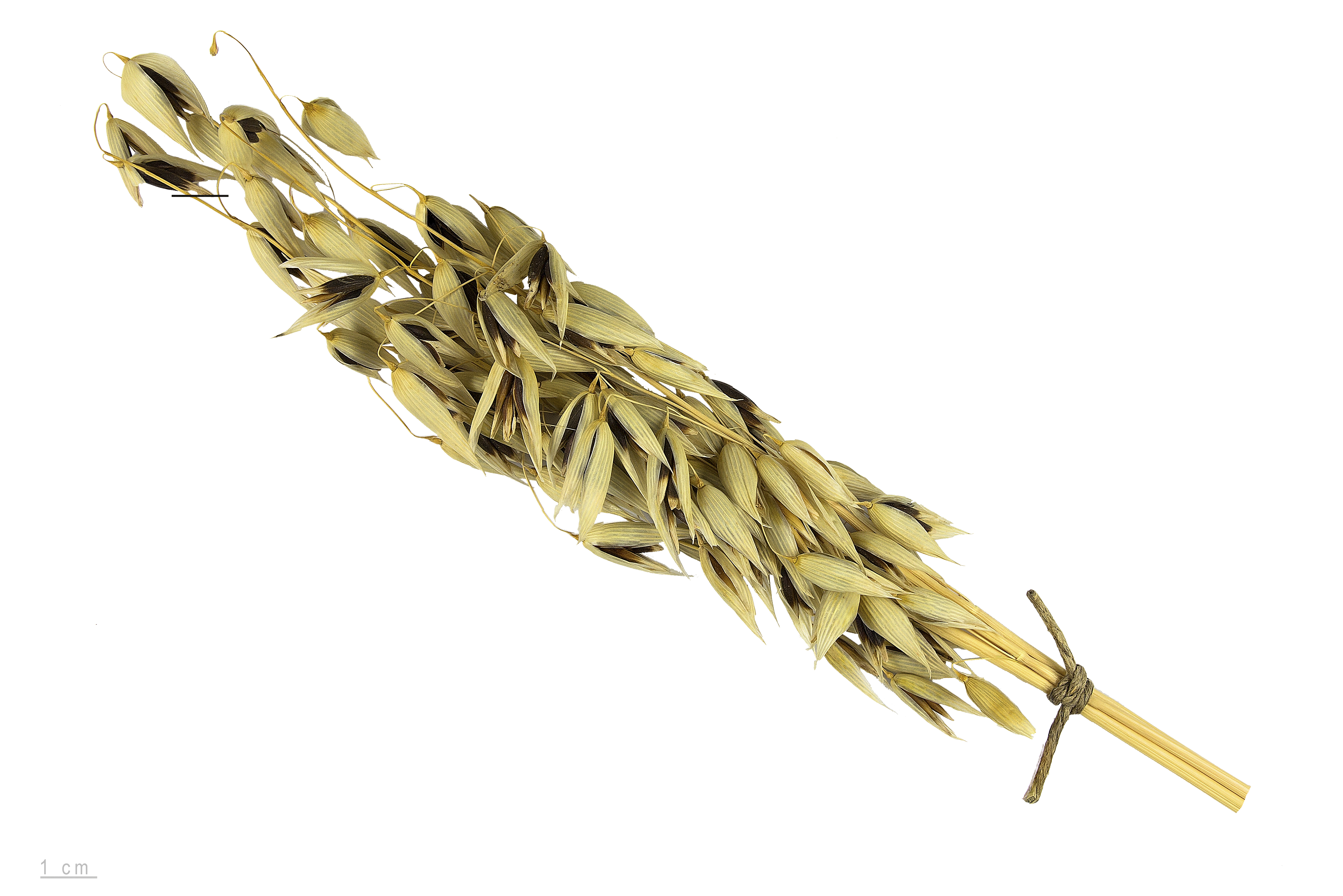
Avena sativa - MHNT

Ovăzul (Avena sativa) este o plantă erbacee cerealieră cu tulpina de tip pai și inflorescența în formă de spic, cultivată pentru grăunțele ei, folosite ca nutreț și în alimentație, datorită sursei bune de carbohidrați cu absorbție lentă.

## Descriere
Ovăzul diferă prin inflorescența lui de celelalte cereale neavând un spic propriu-zis, este o plantă anuală, cultivată ca plantă furajeră.

## Varietăți de ovăz
- Ovăz cu barbă (Avena barbata)
- (Avena fatua)
- Ovăz comun (Avena sterilis)
- Ovăz de nisip (Avena strigosa)
- Ovăz despuiat (Avena nuda)
- Ovăzul cultivat (Avena sativa)
- (Avena pubescens)

## Folosință

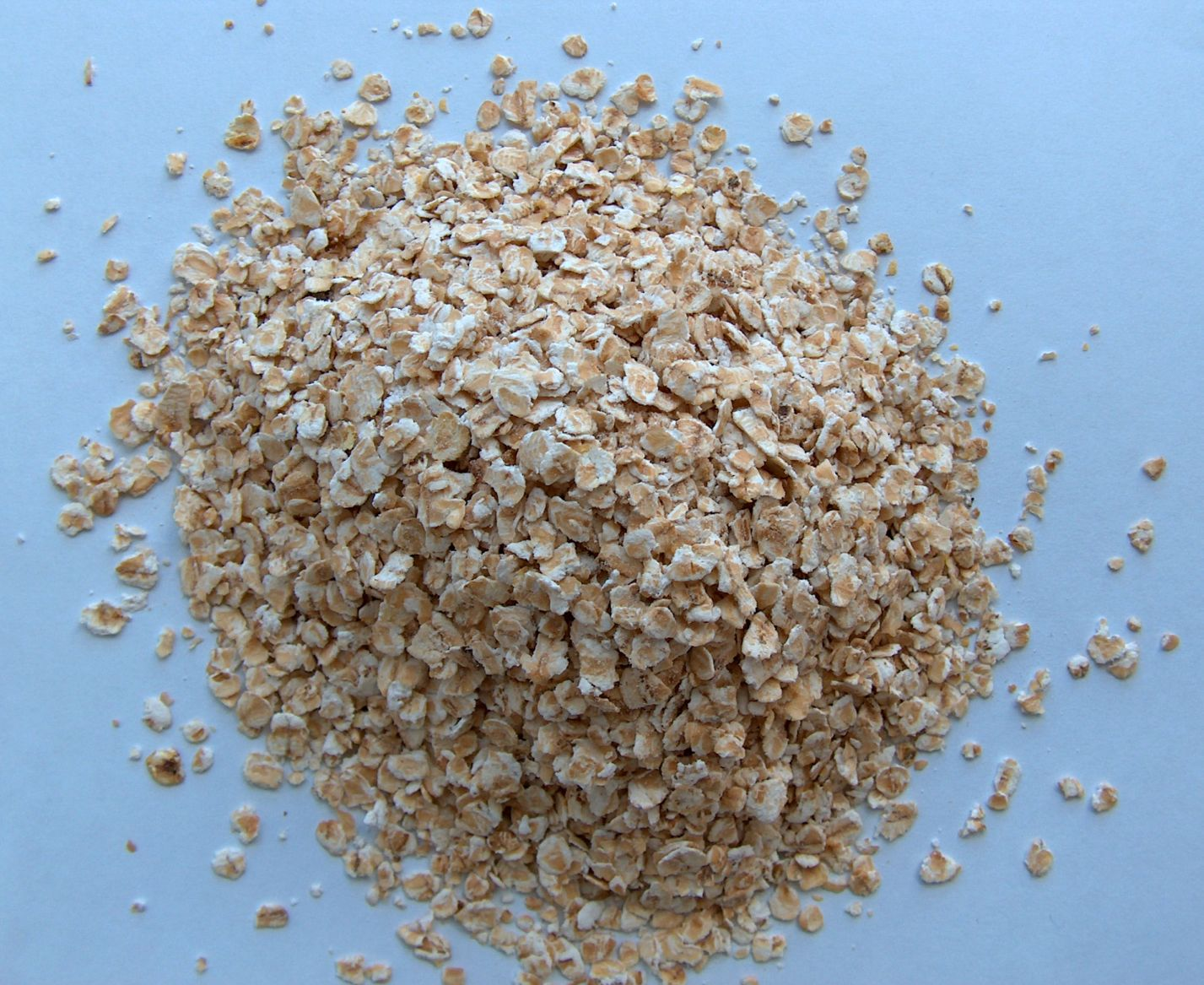
Fulgi de ovăz.

În Germania, de exemplu, în cea mai mare parte este folosit ca plantă furajeră; de asemenea, este utilizat ca fulgi de ovăz in müsli, preparate de panificație, salate, ca piure în alimentația umană.
În România, în cea mai mare parte este folosit ca plantă furajeră, în special pentru cabaline. Tradițional, ovăzul este ingredientul secundar al surogatelor de cafea, care până târziu după al doilea război mondial nu avea un preț prea accesibil.  În anii '80, din rațiuni de reducere a cheltuielilor legate de importuri, regimul comunist a repus pe piață cafeaua în amestec cu orz, numită familiar nechezol.

## Cultura ovăzului

### Boli
- Tăciunele zburător (Ustilago loevis)
- Tăciunele îmbrăcat (Ustilago avenae)
- Rugina coronată (Puccinia coronifera)
- Rugina neagră (Puccinia graminis sp. avenae)

### Dăunători
- Gândacul ovăzului (Oulema melanopus)[2]
- Musca suedeză (Oscinella frit)[3]